# Courage (Assalti Frontali)
Courage è il nono album in studio del gruppo musicale italiano Assalti Frontali, pubblicato il 15 luglio 2022. L'album è stato presentato la sera stessa presso il CSOA Forte Prenestino di Roma davanti a un pubblico di duemila persone e promosso nel corso di una tournée in tutta Italia.

## Descrizione
Nono album della formazione romana e decima uscita discografica di Militant A, Courage presenta tredici brani prodotti da Luca D'Aversa, ad eccezione della title track e Vecchi Pirati, prodotti da D'Aversa in collaborazione con Bonnot. I testi e le liriche sono opera di Militant A e la seconda voce Pol G. Le canzoni di Courage sono state promosse da dei videoclip con testo (visual) realizzati da Stefano Cormino al Forte Prenestino, al lago della Snia e in studio.

## Tracce
1. Courage – 4:24
2. Perdere la testa – 3:29
3. Vecchi pirati – 3:40
4. Ufo nella scena – 3:07
5. La morale – 3:16
6. Arteducatore – 3:49
7. Strade perse – 3:30
8. Boss del G – 3:13
9. Sogno ancora – 3:24
10. Il mio nome è Lala – 3:10
11. Difendi l'albero – 3:07
12. Gol Gol Rap [Evviva il calcio popolare] – 3:33
13. Brest – 2:17